# Cheminée du Front-de-Seine
La cheminée du Front-de-Seine (chimenea de Front-de-Seine) es una chimenea situada en el barrio de Front-de-Seine, en el XV Distrito de París, en Francia.
Con una altura de 130 metros, esta chimenea es la estructura más alta de dicho barrio, superando en más de 30 m al resto de edificios; además es la 4ª estructura más alta del municipio de París, después de la torre Eiffel, la torre Montparnasse y el hotel Concorde Lafayette.
La chimenea fue diseñada por François Stahly y construida entre 1970 y 1971. Su forma es estilizada y es completamente blanca, a excepción de los venteos aéreos situados en los alto de la estructura.
Se utiliza para evacuar los humos de los quemadores que sirven para producir vapor que se distribuye a través de canalizaciones subterráneas hasta los inmuebles del barrio (para los usos de calefacción central y de agua caliente sanitaria). La compañía de explotación es la Compañía parisina de calefacción urbana (CPCU).
Los quemadores usan fuel TTBTS (acrónimo en francés de muy bajo en azufre). Su capacidad de producción es de 590 toneladas de vapor por hora. En condiciones normales, se conectan cuatro calderas de las seis que hay disponibles. Las dos suplementarias solo son utilizadas en caso de frío extremo o en caso de indisponibilidad de otros centros de producción de la CPCU (el centro de producción está completamente conectado a la red de distribución de la CPCU de París y de la Región de París).